# Jacques Gauthier
Jacques Armand Gauthier (* 1948) ist ein US-amerikanischer Zoologe und Wirbeltier-Paläontologe. Er ist einer der Begründer der Kladistik in der Paläontologie.
Gauthier studierte Zoologie an San Diego State University mit dem Bachelor-Abschluss 1973 und dem Master-Abschluss 1980 (über die Systematik der Schleichenartigen) und wurde 1984 an der University of California, Berkeley, in Paläontologie promoviert (A  cladistic analysis of the higher systematic categories of the Diapsida). In seiner Dissertation unternahm er eine kladistische Analyse der Diapsiden. Er ist Professor für Geologie und Evolutionsbiologie an der Yale University und am Peabody Museum of Natural History als Kurator für Zoologie und Paläontologie der Wirbeltiere.
1986 führte er die Ornithodira ein, argumentierte für die Monophylie der Dinosaurier und für die Abstammung der Vögel von Theropoden. Das war auch der Beginn einer kladistischen Neuanlage der Systematik der Dinosaurier und Reptilien. Weitere Arbeiten betrafen die kladistische Systematik der Amnioten, Squamata und Lepidosauria.

## Schriften
- als Herausgeber mit L.F. Gall: New Perspectives on the Origin and Early Evolution of Birds: Proceeding of the International Symposium in Honor of John H. Ostrom; New Haven 1999, Peabody Museum of Natural History, Special Publications 2001
- mit T. Rowe Ceratosauria, in Weishampel, Dodson, Osmólska The Dinosaurs, University of California Press 1990
- mit M. Donoghue, J. Doyle, A. Kluge, T. Rowe The importance of fossils in phylogeny reconstruction, Annual Review of Ecology and Systematics 20, 1989, S. 431–460.
- mit K. de Queiroz Phylogeny as a central principle in taxonomy: Phylogenetic definitions of taxon names, Systematic Zoology 39, 1990, S. 307–322